# Radio Vanessa
Radio Vanessa – polska lokalna stacja radiowa, związana głównie z Raciborzem (gdzie znajduje się siedziba stacji) i okolicami. Powstała 5 czerwca 1994 r.
Jej program nadawany jest na częstotliwościach 100,3 MHz (Racibórz), 95,8 MHz (Krapkowice), 94,9 MHz (Olesno) oraz przez internet na stronie internetowej radia. Formatem radiowym stacji jest CHR, pełni ona również funkcje informacyjne poprzez regularne nadawanie w ciągu dnia krótkich serwisów informacyjnych. Liner radia stanowi hasło Na każdy dzień!.

## Historia
Rozgłośnia powstała 5 czerwca 1994, pierwszym redaktorem naczelnym radia był jej współzałożyciel, Arkadiusz Ekiert. Od początku swego istnienia była lokalną stacją o zasięgu wyłącznie regionalnym. Dopiero po wprowadzeniu transmisji internetowej radio zyskało praktycznie ogólnoświatowy zasięg. Nie zmieniło to jednak regionalnego charakteru stacji. Pierwsza siedziba Radia Vanessa znajdowała się na ostatnim piętrze budynku Zakładów Przemysłu Cukierniczego Mieszko S.A. Kilka lat później nastąpiła przeprowadzka na ulicę Bukową w centrum Raciborza, a od 2004 r. nowa siedziba mieści się przy ulicy Batorego 5. Radio odegrało znaczącą rolę podczas powodzi tysiąclecia w 1997 r. Przez długi czas było jedynym źródłem wiadomości dla mieszkańców. Współpracując ze sztabem przeciwpowodziowym nieprzerwanie dostarczało mieszkańcom informacji o zalewanych terenach, zaginionych osobach oraz akcjach ewakuacyjnych, na bieżąco relacjonując wydarzenia. Na antenie informacji udzielali przedstawiciele sanepidu, zakładu energetycznego i gazowniczego, a także psycholodzy. Z oczywistych względów zawieszono realizowanie ramówki oraz emisję reklam. Po odejściu fali powodziowej, radio jeszcze długo informowało o usuwaniu skutków powodzi. Za swoją działalność w tamtym okresie zostało uhonorowane w 1997 r. nagrodą NIPTEL. Radio odegrało ponownie istotną rolę informacyjną w czasie powodzi wiosną 2010, odnotowując rekordową liczbę wizyt na swojej stronie internetowej.

## Odbiór
nadajnik w Strzybniku
Sygnał radiowy o mocy ERP 3 kW i częstotliwości 100,3 MHz emitowany jest z anteny nadawczej znajdującej się w podraciborskim Strzybniku. Nadajnik umieszczony 45 m n.p.t. emituje sygnał dookólnie w polaryzacji pionowej. Stacja wysyła również sygnał RDS.
Moc nadajnika wystarcza na odbiór sygnału na terenie całego powiatu raciborskiego, dociera on również do miejscowości bardziej odległych, m.in. do Wodzisławia Śląskiego, Żor, Rybnika, Jastrzębia-Zdroju, Kędzierzyna-Koźla, Cieszyna, Ustronia, czy też Wisły. Z odbiorem Radia Vanessa nie mają także problemów mieszkańcy przygranicznych miejscowości w Czechach, położonych niedaleko Raciborza.
nadajnik w Krapkowicach
W Krapkowicach w woj. opolskim znajduje się druga stacja nadawcza Radia Vanessa. Nadajnik znajdujący się na kominie Zakładów Papierniczych Metsä Tissue emituje sygnał o częstotliwości 95,8 MHz z mocą ERP 1 kW.
nadajnik w Oleśnie
W 2020 roku Radio Vanessa rozpoczęło także nadawanie programu w Oleśnie na częstotliwości 94,9 MHz z mocą ERP 0,1 kW.
Internet
Ponadto Radia Vanessa słuchać można poprzez internet za pomocą transmisji on-line zamieszczonej w linkach na stronie internetowej radia. Możliwe jest odtwarzanie poprzez Winampa, Windows Media Playera oraz QuickTime. Sygnał z serwera radiowego przekazywany jest w formacie aacPlus o prędkości bitowej 32 kbps stereo.

## Słuchalność
W badaniach za III kwartał 2008 r. Radio Vanessa znalazło się poza pierwszą dwudziestką piątką najpopularniejszych stacji radiowych aglomeracji górnośląskiej z wynikiem mniejszym niż 0,2%.

## Strona internetowa
Strona internetowa Radia Vanessa nie zawiera jedynie informacji o samym radiu, ale pełni również funkcję portalu informacyjnego o Raciborzu i okolicach, prezentującego wydarzenia z regionu, oferty pracy, sprawy dotyczące mieszkańców, prognozę pogody, itp.

## Śląski kanał
Oprócz głównego kanału, Radio Vanessa posiada również w swej ofercie Śląski kanał – całodobowy kanał radiowy adresowany głównie do Ślązaków. Emitowane są w nim audycje w języku śląskim oraz śląskie przeboje muzyczne. Dostępny jest jedynie poprzez transmisję on-line, a parametry przekazu są takie same, jak dla kanału głównego.

## Wybrane programy
Radio Vanessa emituje na swojej antenie wiele audycji, programów informacyjnych, muzycznych, konkursów, itp. Oto wybrane z nich:
- Serwis informacyjny – krótki program informacyjny przezentujący najświeższe wieści ze świata. Emitowany jest co godzinę, od 6 do 22 (w soboty od 7 do 22, a w niedziele od 7 do 20). Wraz z informacjami podawana jest krótka prognoza pogody. Oprócz serwisu informacyjnego Radio Vanessa oferuje również serwis drogowy, sportowy, lokalny, poranny przegląd prasy, ekspresową giełdę pracy oraz kalendarium dnia[26].

- Biesiada Śląska – program emitowany od 7 lat w każdą niedzielę w godzinach od 12 do 16[26]. Rozpoczyna się od charakterystycznej dla niego piosenki zaczynającej się od słów: Serwus, cześć, witomy wos... Audycję prowadzi Piotr Scholz, czyli popularny Pyjter. Adresowana jest do słuchaczy zainteresowanych śląskim folklorem oraz gwarą śląską. Była ona pierwszą tego typu audycją w eterze[27].

- VIP Mixer – magazyn 'plotkarski'. W przerwach pomiędzy utworami prezentowane są najświeższe wieści ze świata znanych i bogatych, a także ciekawostki i najnowsze trendy[28].

- Bilet do kina – audycja ta nadawana jest od 2000 r. W jej trakcie prezentowane są nowości filmowe, recenzje, muzyka filmowa, seriale, itp. Wzbogacają ją liczne konkursy oraz wywiady[29]. Autorem i prowadzącym audycję jest Mariusz Weidner. Od 2007 roku program współtworzy Adrian Szczypiński.

- Dzieci mówią – humorystyczny program przedstawiający autentyczne wywiady z dziećmi. Reporterzy Radia Vanessa zadają dzieciom pytania na ogół związane z poważnymi sprawami, bądź dotyczące tematów bliższych ludziom dorosłym[30].

- Autoekspert – magazyn motoryzacyjny prezentujący felietony związane z tą tematyką, informacje na temat testów, tuningu, porady dla kierowców, zestawienia statystyczne i krótkie prezentacje niektórych modeli samochodów[31].

- Muzyczna Machina – program muzyczny nadawany od poniedziałku do piątku w godzinach od 18 do 23[32][26], podczas którego grane są głównie przeboje z gatunków dance, house oraz trance. W czasie programu słuchacze mogą przekazywać pozdrowienia sms-owe, które następnie czytane są na antenie. Audycję prowadzi Krzysztof Łucki (znany jako DJ Black)[33][3].

- House Sessions – program muzyczny nadawany w każdy wtorek po godzinie 21[26]. Jak sama nazwa wskazuje, podczas audycji prezentowane są utwory z gatunku house[34].

- Relacja z klubu Magic – przekaz na żywo z klubu Magic z Krzyżanowic, nadawany w każdą  sobotę po godzinie 21 (poziom Dance).

- Relacja z klubu Albatros – przekaz na żywo z klubu Albatros w Wodzisławiu Śląskim - Kokoszycach, jest to biesiada śląska nadawana w każdą niedzielę po godzinie 19.

- Magazyn sportowy – audycja poświęcona sportowi w regionie. Obejmuje relacje z zawodów sportowych, wywiady oraz felietony na temat najpopularniejszych w regionie dyscyplin sportowych[35].